# National Research Foundation
Die National Research Foundation (Nationale Forschungsstiftung), kurz „NRF“, ist eine Einrichtung der vom Minister für Höhere Bildung, Wissenschaft und Technologie geleiteten Abteilung für Wissenschaft und Innovation (Department of Science and Innovation) der Regierung Südafrikas. Der Sitz der Stiftung, die als Schnittstelle zwischen der Regierung und den südafrikanischen Forschungseinrichtungen fungiert und nach Vorgaben aus dem Ministerium über die Verteilung von Forschungsgeldern an Letztere entscheidet, befindet sich in Pretoria, ihr Direktor ist seit dem 1. April 2021 der Informatiker Fulufhelo Vincent Nelwamondo.

## Geschichte
Die National Research Foundation' geht zum einen zurück auf die einstige Stiftung für Forschungsentwicklung (Foundation for Research Development, kurz „FRD“), die für den Betrieb naturwissenschaftlicher Forschungseinrichtungen wie des Radio-Observatoriums Hartebeesthoek zuständig war.
Daneben gab es am immer noch existierenden Forschungsrat für Geisteswissenschaften (Human Sciences Research Council, kurz „HSRC“) ein Zentrum für die Entwicklung von Naturwissenschaft (Centre for Science Development, kurz „CSD“). Nach dem Wahlsieg des ANC 1994 führte die damalige Abteilung für Kunst, Kultur, Wissenschaft und Technologie (Department of Arts, Culture, Science and Technology, kurz „DACST“) der südafrikanischen Regierung eine umfassende Bestandsaufnahme der Wissenschaftsförderung durch.
Im Ergebnis verabschiedeten die beiden Kammern des südafrikanischen Parlaments am 24. Juni 1998 den National Research Foundation Act, der am 1. April 1999 in Kraft trat. Letzteres gilt heute als Gründungsdatum der NRF.
Mit dem Gesetz zur Nationalen Forschungsstiftung wurde die bisherige Stiftung für Forschungsentwicklung aufgelöst und ihre Funktionen, ebenso wie diejenigen des Zentrums für die Entwicklung von Naturwissenschaft, einer neugegründeten, neben Spenden primär vom Parlament mit Finanzmitteln ausgestatteten Stiftung übertragen. Der in dem Gesetz festgelegte Zweck der Stiftung war der Aufbau und die Betreuung Nationaler Forschungseinrichtungen, sowohl im Bereich von Naturwissenschaft und Technik, als auch für Geistes- und Sozialwissenschaften, wobei der Schwerpunkt bei ersterem Bereich lag. Die zu fördernden Forschungsfelder werden laut dem Gesetz vom jeweils für Wissenschaft und Technologie zuständigen Minister in Absprache mit der Stiftung und gegebenenfalls weiteren betroffenen Ministerien festgelegt. Nur der Minister kann eine Forschungseinrichtung zu einer Nationalen Forschungseinrichtung (National Research Facility) ernennen, die dann von der Stiftung erworben und betreut werden kann.

## Organisationsstruktur

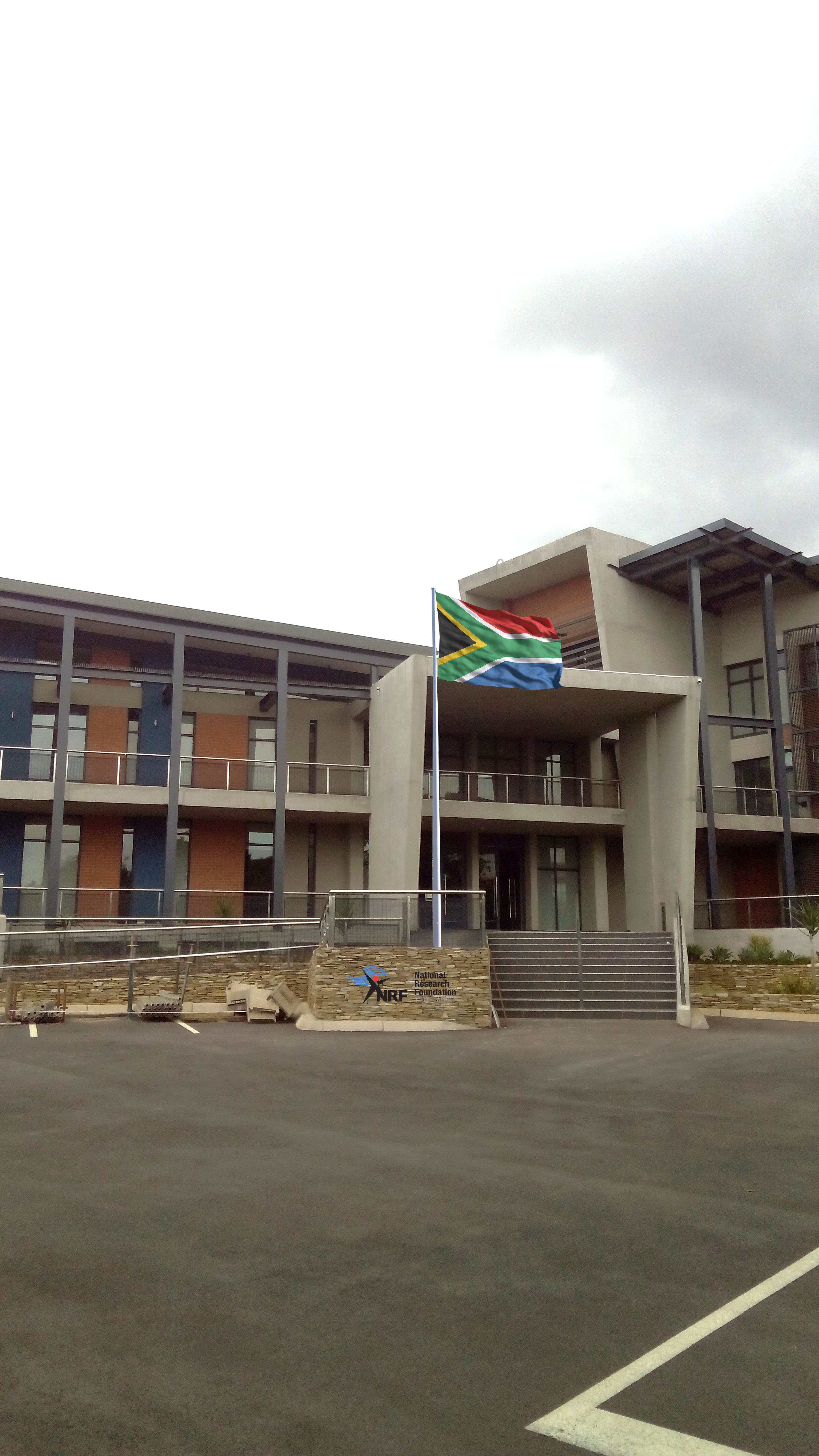
Verwaltungsgebäude der NRF in Pretoria

Die National Research Foundation wird von einem Verwaltungsrat (Board) geleitet, dessen Vorsitzender, seit dem 1. Dezember 2022 der Infektiologe Mosa Moshabela, vom Minister für Höhere Bildung, Wissenschaft und Technologie ernannt wird. Dazu kommen noch neun bis dreizehn (im Jahr 2023 elf) aus der Öffentlichkeit vorgeschlagene und vom Minister bestätigte Verwaltungsräte sowie der Direktor (Chief Executive Officer) der Stiftung.
Dem Verwaltungsrat untersteht wiederum die Verwaltung mit ihren Abteilungen:
- Bereich Finanzen und Geschäftliches
  - Finanzabteilung
  - Lieferkettenmanagement
  - Informationstechnik und Wissensressourcen
- Bereich Personal und Recht
  - Personalabteilung
  - Rechtsabteilung
- Bereich Strategieplanung und Partnerschaften
  - Information und Analyse
  - Strategische Partnerschaften
  - Planung und Entwicklung[7]

## Forschungsfelder
Anfang der 2020er Jahre engagierte sich die National Research Foundation hauptsächlich auf drei Forschungsfeldern:
- Biodiversität und Umweltwissenschaften
- Nuklearwissenschaften
- Astronomie und Geodäsie

Hierfür finanziert die NRF in Absprache mit der Abteilung für Wissenschaft und Innovation der Regierung Südafrikas, ihrer vorgesetzten Behörde, unter anderem eine Reihe von interdisziplinären Exzellenzzentren:
- Exzellenzzentrum für integrierte Mineral- und Energieressourcenanalyse (CIMERA), Universität Johannesburg[9]
- Exzellenzzentrum für menschliche Entwicklung (CoE Human), Witwatersrand-Universität[10]
- Exzellenzzentrum für Ernährungssicherung (CoE-FS), Universität des Westkaps und Universität Pretoria[11]
- Exzellenzzentrum für Szientometrie sowie Wissenschafts-, Technik- und Innovationspolitik (SciSTIP), Universität Stellenbosch und Technische Universität Tshwane[12]
- Exzellenzzentrum für Mathematik und Statistik (CoE-MaSS), Witwatersrand-Universität[13]
- Exzellenzzentrum für Paläontologie (GENUS), Witwatersrand-Universität[14]
- Nationales Institut für Theoretische Physik (NITheP),  Universität Stellenbosch, Witwatersrand-Universität und Universität von KwaZulu-Natal[15]
- Exzellenzzentrum für epidemiologische Modellierung und Analyse (SACEMA), Universität Stellenbosch[16]
- Exzellenzzentrum für HIV-Prävention (CAPRISA)[17]
- Exzellenzzentrum für Pflanzengesundheits-Biotechnologie (CPHB), Universität Pretoria[18]
- Exzellenzzentrum für biomedizinische Tuberkuloseforschung (CBTBR), Universität Kapstadt, Universität Stellenbosch und Witwatersrand-Universität[19]
- Exzellenzzentrum für Katalyse (C*change), Universität Kapstadt[20]
- Exzellenzzentrum für Vögel als Schlüssel zur Bewahrung der Biodiversität, Universität Kapstadt[21]
- Exzellenzzentrum für feste Materialien (CoE-SM), Witwatersrand-Universität[22]
- Exzellenzzentrum für Invasionsbiologie (C·I·B), Universität Stellenbosch[23]